# Stazione di Oleggio
La stazione di Oleggio è una stazione ferroviaria posta nel punto di confluenza fra le linee Arona-Novara e Novara-Pino, al servizio del omonimo comune.

## Storia
La stazione entrò in funzione il 14 giugno 1855 con l'apertura del tronco Novara-Arona della linea Alessandria-Novara-Arona e fu in origine gestita dalle Ferrovie dello Stato piemontese. Il 18 novembre 1882 fu inaugurata la tratta di diramazione Novara-Pino.
A seguito della statizzazione delle ferrovie, tra il 1905 e il 1906, le linee in ultimo gestite dalla Società per le Strade Ferrate del Mediterraneo vennero incorporate nella rete statale e l'esercizio degli impianti fu assunto dalle Ferrovie dello Stato.
Dal 2001 la gestione delle linee, e con esse quella della stazione di Oleggio, passò in carico a Rete Ferroviaria Italiana la quale ai fini commerciali classifica l'impianto nella categoria "Silver".
Dal 15 dicembre 2013 è stato sospeso il servizio viaggiatori sulla tratta Oleggio-Laveno Mombello, che rimane tuttavia attiva per il traffico merci.

## Strutture e impianti

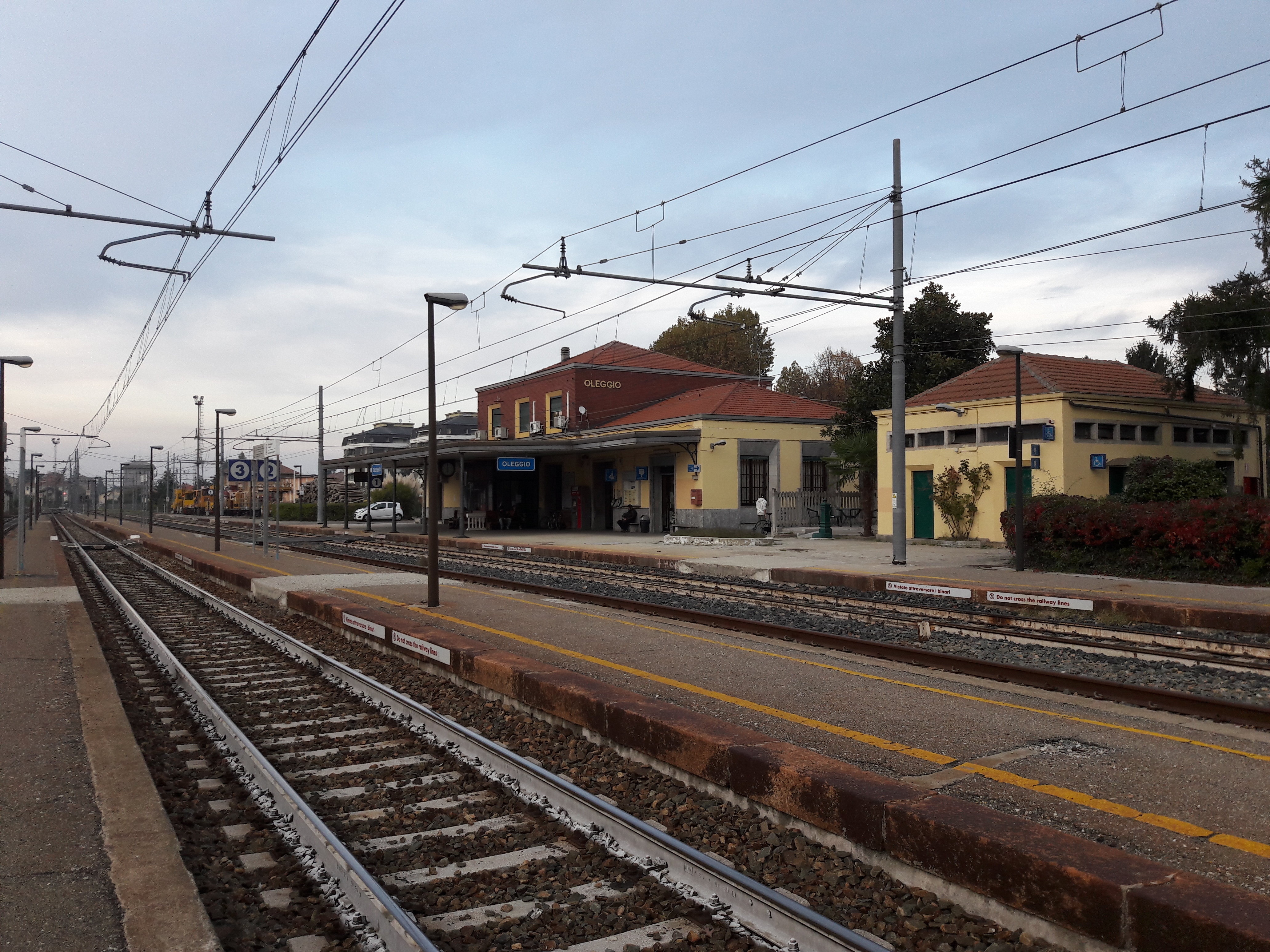
Stazione lato binari

La stazione è dotata di 4 binari passanti dotati di banchine per l'imbarco dei passeggeri. Il primo binario è di corretto tracciato della tratta Novara- Pino, mentre il terzo è di transito della tratta Novara-Arona, con deviazione in direzione Novara e corretto tracciato in direzione Arona. Il secondo e il quarto binario sono di deviazione, utilizzati per incroci o precedenze. L'attraversamento tra le banchine viaggiatori avviene a raso del piano del ferro.
La stazione dispone anche di uno scalo merci in direzione Pino (usato soltanto per il ricovero dei mezzi di manutenzione) e un fascio binari raccordato al binario 4 in direzione Arona (in fase di ristrutturazione).

### Architettura
Il fabbricato viaggiatori, costruito nello stile architettonico del razionalismo italiano, ospita al piano terreno alcuni servizi e gli uffici di RFI destinati al movimento e alla gestione merci.
Nei locali al pian terreno si trovano l'Apparato Centrale Elettrico a leve individuali e gli strumenti di blocco precedentemente in servizio mentre il primo piano ospita l'Apparato Centrale Computerizzato-Multistazione per il movimento degli enti di piazzale della stazione e per telecomandare le stazioni di PM Cameri e Borgo Ticino con i loro relativi enti di piazzale.

## Movimento
La stazione è servita da treni regionali svolti da Trenitalia nell'ambito del contratto di servizio stipulato con la Regione Piemonte, in relazione alla linea Arona-Novara.
Fino al 14 dicembre 2013 la stazione era servita anche da tre coppie di treni regionali ( R ) di Trenitalia sul percorso Laveno-Mombello-Sesto Calende-Novara e dai "Treni del mare" Domodossola-Savona-Albenga, effettuati nel periodo estivo.

## Servizi
La stazione è classificata da RFI nella categoria "Silver". Essa dispone di:
- Biglietteria automatica
- Sala d'attesa